# Johnny Thomsen
Johnny Juul Thomsen (født 26. februar 1982 i Fredericia) er en dansk fodboldspiller.
Han har i sin karriere spillet for FC Fredericia, SønderjyskE, F.C. København og Randers FC. Johnny Thomsen har spillet tre kampe for Danmarks fodboldlandshold.

## Klubhold
Johnny Thomsen begyndte som 6-årig at spille fodbold i fødebyen Fredericia hos klubben Fredericia KFUM. Klubben blev senere til FC Fredericia, hvor det også var her at spilleren fik debut som seniorspiller.

### SønderjyskE
I foråret 2006 skiftede Johnny Thomsen fra FC Fredericia til SønderjyskE, der på daværende tidspunkt spillede i Superligaen. Han fik debut for sønderjyderne i Superligaen den 23. april 2006, da han fik de sidste 25 minutter af hjemmekampen mod FC Nordsjælland. Efter afslutningen af sæsonen rykkede holdet ud af landets bedste række, og spillede de næste to sæsoner i 1. division. Ved starten af Superligaen 2008-09 var SønderjyskE og Johnny Thomsen tilbage i Superligaen.
Fra 2006 til sommeren 2011 spillede Johnny Thomsen 101 kampe og scorede 3 mål i Superligaen for SønderjyskE, ligesom det blev til kampe i 1. division for klubben. Sidste kamp i sønderjydernes blå trøje kom den 29. maj 2011, da SønderjyskE tabte 0-2 på hjemmebanen Haderslev Fodboldstadion til Brøndby IF. Kontrakten med SønderjyskE udløb 30. juni 2011.

### FC København
F.C. København meddelte i januar 2011 at de pr. 1. juli samme år havde underskrevet en 2-årig kontrakt med Johnny Thomsen. Dette kunne ske transferfrit, da Thomsen på dette tidspunkt ville være fri af kontrakten med SønderjyskE.
I den første periode i klubben var Johnny Thomsen eneste mand i spillertruppen der kunne spille positionen som højre back. Det blev derfor til en fast plads i startopstillingen i sæsonens europæiske kampe, ligesom han spillede fra start da Superligaen 2011-12 startede 17. juli 2011. Første kamp i Superligaen for FC København var en udekamp mod Thomsens tidligere klub SønderjyskE, hvor han spillede hele kampen og FC København vandt 2-0.
Johnny Thomsen mistede sin startplads i startopstilligen, da FC København 17. september 2011 skrev en halvårlig kontrakt med landsholdsspilleren Lars Jacobsen. Derefter spillede Thomsen mest europæiske kampe, da Lars Jacobsen dertil ikke var spilleberettiget. Den 15. december 2011 spillede FC København sæsonens sidste europæiske kamp, da de i Parken tog imod det belgiske hold Standard Liège i en Europa League-kamp. Her havde træner Roland Nilsson valgt Cristian Gamboa frem for Johnny Thomsen til en startplads. Dette fik efterfølgende Thomsen til at tvivle på sin fremtid i klubben, selvom han havde 18 måneder tilbage af kontrakten.
Thomsen nåede at spille 17 kampe for FC København, hvoraf de syv var i Superligaen 2011-12. FC København offentliggjorde 30. januar 2012 at Johnny Thomsen skiftede til Randers FC på en permanent aftale.

### Randers FC
Randers FC blev næste stop for Johnny Thomsen. Han havde med virkning fra 1. februar 2012 underskrevet en 4-årig aftale med klubben, der på daværende tidspunkt lå placeret på 2. pladsen i 1. division 2011-12. Opnåede i Randers FC en ekstrem popularitet, sit eneste mål for Randers FC scorede han på langskud i en pokalkamp mod Kolding IF. Thomsen sluttede sin karriere i Randers FC i en kamp mod OB.

## Landshold
Johnny Thomsen blev 2. august 2010 for første gang udtaget til Danmarks fodboldlandshold. Dette skete forud for venskabskampen den 11. august mod Tyskland i Parken. I kampen kom han på banen efter 28 minutter, da hans afløste en skadet Simon Poulsen. Thomsen er i alt noteret for tre A-landskampe.